# Ніколас Рофрано
Ніколас Рофрано (ісп. Nicolás Rofrano, дати народження і смерті невідомі) — аргентинський футболіст, що грав на позиції лівого нападника.

## Футбольна кар'єра
Ніколас Рофрано розпочав виступи на футбольних полях у клубі «Рівер Плейт» у 1915 році, та грав у його складі протягом 7 років. Проте в 1922 році нападник на рік перейшов до клубу «Альвеар» у в'язку із зайвою вагою. Пізніше футболіст повернувся до «Рівер Плейт», де й завершив виступи на футбольних полях. У 1920 році Рофрано став чемпіоном країни, також у цьому ж сезоні він став кращим бомбардиром команди з 12 голами. Загалом за клуб футболіст забив 49 м'ячів.
У складі національної збірної Аргентини Ніколас Рофрано дебютував 15 серпня 1917 року в матчі проти збірної Уругваю на Кубок Ліптона; матч завершився перемогою Аргентини з рахунком 1-0. Загалом за національну збірну Рофрано зіграв 6 матчів., та брав участь у двох чемпионатів Південної Америки.

## Титули
- Чемпіон Аргентини: 1920 (аматорський)